# Bernardino Pérez Elizarán
Bernardino Pérez Elizarán (n. 21 mai 1925, Hernani⁠(d), Comunitatea Autonomă a Țării Basce, Spania – d. 21 octombrie 2002, Valencia, Comunitatea Valenciană, Spania), poreclit Pasieguito, a fost un fotbalist și antrenor de fotbal spaniol.
Ca jucător, în decursul a 18 ani, Bernardino Pérez Elizarán a evoluat la 6 cluburi, printre care și Valencia CF. Cu Valencia el a câștigat La Liga în 1946-47 și apoi Copa del Rey în anul 1954.
În cariera sa de antrenor de 22 de ani, Pasieguito a antrenat 4 cluburi, inclusiv pe Valencia CF în 3 perioade distincte. Fiind la cârma Valenciei el a condus clubul la câștigarea Supercupei Europei în 1980.

## Palmares

### Ca jucător
Valencia CF
- La Liga (1): 1946-47
- Copa del Rey (1): 1954

### Ca antrenor
Valencia CF
- Supercupa Europei (1): 1980
- Copa del Rey (1): 1979